# سیارک ۲۳۰۵۹
سیارک ۲۳۰۵۹ (به انگلیسی: 23059 Paulpaino، نامگذاری:1999XT45) بیست و سه هزار و پنجاه و نهمین سیارک کشف شده‌است که در ۷ دسامبر ۱۹۹۹ کشف شد.
قدر مطلق سیارک برابر ۱۴.۸ است.